# 眉紋天蠶蛾
眉紋天蠶蛾（学名：Samia wangi），又名王氏眉紋天蠶蛾，为天蠶蛾科眉紋天蠶蛾屬下的一个种。